# Acapulco szépe
Az Acapulco szépe (Alma rebelde) egy 1999-es mexikói televíziós sorozat, Lisette Morelos és Eduardo Verástegui főszereplésével. Tanulsága, hogy a gőg és a szerelem nem fér össze. Magyarországon elsőként a TV2 kereskedelmi csatorna mutatta be a sorozatot 2001. január 22-én. 2010. november 1-jén a Sorozat+ is műsorára tűzte, azóta két másik csatorna, a Prizma TV és a Reflektor TV is.
Az Acapulco szépe az 1987-ben készült A féktelen (La indomable) című, Leticia Calderón és Arturo Peniche főszereplésével készült sorozat remake-je. A sorozat alapja az elkényeztetett lány és a kihasznált férfi története, annyi különbséggel, hogy az új sorozatban szerepet kapott Emiliano ikertestvére és María Elena is.

## Történet
|  | Alább a cselekmény részletei következnek! |

A gyönyörű környezetben, egzotikus tájakon játszódó sorozat főszereplője Ana Cristina (Lisette Morelos), aki apjával él egy hatalmas birtokon Acapulco mellett. Házassága már biztosnak látszik a vagyonos Damian Montoróval (Ariel Lopez Padilla), amikor egy szerencsétlen véletlen folytán Ana Cristina rájön, hogy vőlegénye megcsalja őt. Azonnal felbontja az eljegyzést, de Damián - aki a történtek ellenére szerelmes Ana Cristinába - kihasználja a lány apjának idáig titkolt adósságát, hogy visszakényszerítse magához. Ana Cristina már mást szeret: az újonnan felbukkanó fiatal mérnököt, Emilianót. Emiliano fülig szerelmes lesz Ana Christinába, aki gátlástalanul kihasználja szerelmét, hogy bosszút álljon az elvakult Damiánon. De a szívnek nem lehet parancsolni: Ana Cristina időközben beleszeret Emilianóba, és már nem a bosszú, hanem az igaz szerelem vezérli, hozzámegy a férfihoz. De Emiliano megtudja, hogy szerelme kettős játékot űzött vele, és házasságkötésük után mindent elkövet, hogy megkeserítse felesége életét, hiába bizonygatja az asszony hogy beleszeretett. Ráadásul Rita (Karla Álvarez), aki szintén szerelmes Emilianóba, mindent megtesz, hogy tönkretegye a házasságot, és pokollá tegye Ana Cristina életét, akit az első perctől kezdve gyűlöl. Apró csalárdságokat követ el, hogy Emiliano megutálja feleségét, és Clara asszony szemében is igyekszik rossz színben feltüntetni Ana Cristinát. A gonosz és gátlástalan lány kegyetlenül bánik Angelitával, Emiliano kislányával is, még a mocsárba is belöki, hogy eltegye az útból. De terve fordítva sül el, a kislány előkerül, azonban megnémul.
Ana Cristinának elege lesz a megaláztatásokból és hazaköltözik édesapjához, Marcelóhoz és magával viszi Angelitát is, aki anyjaként szereti. Orvoshoz viszi a kislányt, ahol kiderül, hogy nagyon beteg, csontvelő-átültetésre van szüksége, és csak igazi édesapja tud segíteni, aki nem más, mint Damián, Ana Cristina volt vőlegénye. A lánynak hatalmas áldozatot kell hoznia, hogy megmentse a kislányt: újra eljegyzi magát Damiánnal.
Időközben Emiliano megtudja, hogy apja valójában egy gazdag férfi, és van egy ikertestvére, a halottnak hitt Mauro, akit elszakítottak édesanyjuktól, illetve egy félhúga, aki nem más, mint Odette.
|  | Itt a vége a cselekmény részletezésének! |

## Szereposztás
| Szerepnév                   | Színész(nő)                    | Magyar Hang          |
| --------------------------- | ------------------------------ | -------------------- |
| Ana Cristina Rivera Hill    | Lisette Morelos                | Kökényessy Ági       |
| Emiliano Hernández          | Eduardo Verástegui             | Selmeczi Roland      |
| Mauro Exposito              | Eduardo Verástegui             | Selmeczi Roland      |
| Rita Álvarez                | Karla Álvarez                  | Timkó Eszter         |
| Damián Montoro              | Ariel López Padilla            | Stohl András         |
| Clara Hernández             | Ana Martín                     | Vándor Éva           |
| Ángela «Ángelita» Hernández | Andrea Lagunes                 | Czető Zsanett        |
| Marcelo Rivera Hill         | Otto Sirgo                     | Barbinek Péter       |
| Paula                       | Mayrín Villanueva              | Zakariás Éva         |
| Chayo                       | Socorro Avelar                 | Pásztor Erzsi        |
| Juanita                     | Adriana Lavat                  | Simonyi Piroska      |
| Juanita                     | Claudia Ortega                 | Simonyi Piroska      |
| Chente                      | Édgar Ponce                    | Breyer Zoltán        |
| Narciso                     | Raúl Padilla «Chóforo»         | Cs. Németh Lajos     |
| Narciso                     | Sergio Ramos «El Comanche»     | Cs. Németh Lajos     |
| María Elena Avila           | Aracely Arámbula               | Balázs Ágnes         |
| Odette Fuentes Cano         | Arleth Terán                   | Ábel Anita           |
| Octavio Fuentes Cano        | Gustavo Rojo                   | Láng József          |
| Simona                      | Carmelita González             | Illyés Mari          |
| Mario                       | Andrés Gutiérrez               | Holl Nándor          |
| Tücsök                      | Luis Fernando Torres           | Czető Roland         |
| Evangelina                  | Isabel Martínez «La Tarabilla» | Tóth Judit           |
| Berenice vda. de Avila      | Evita Muñoz «Chachita»         | Némedi Mari          |
| Almudena                    | Mariet Rodríguez               | Árkosi Kati          |
| Federica                    | Marcia Coutiño                 | Solecki Janka        |
| Sandy                       | María Esther Paulino           | Oláh Orsolya         |
| Vladimir                    | Gabriel Soto                   | Sótonyi Gábor        |
| Junior                      | Roberto Assad                  | Seder Gábor          |
| Junior                      | Roberto Assad                  | Markovics Tamás      |
| Ariel                       | Paulo César Quevedo            | Simon Aladár         |
| Ariel                       | Paulo César Quevedo            | Minárovits Péter     |
| Zeus                        | Ricardo Herranz                | Tóth Roland          |
| Isabel Chabela Montoro      | Frances Ondiviela              | Juhász Judit         |
| Laiza Montemayor            | Marisol Santacruz              | Orosz Anna           |
| Amada Montemayor            | Claudia Silva                  | Kiss Virág           |
| Diego Pereira               | Julio Alemán                   | Kardos Gábor         |
| Csont                       | Eduardo Antonio                | Csík Csaba Krisztián |
| Evaristo                    | Óscar Morelli                  | Perlaki István       |
| Felicia Robles              | Patricia Álvarez               | Ősi Ildikó           |
| Martina Soriano             | Silvia Caos                    | Fodor Zsóka          |
| Natalia Antúnez             | Elsa Cárdenas                  | Kovács Nóra          |
| Alessandro Villareal        | Juan Pablo Gamboa              | Crespo Rodrigo       |
| Pamela vda. de Villareal    | Elizabeth Dupeyrón             | Andresz Kati         |
| Iris                        | Alejandra Procuna              | Spilák Klára         |
| Sandra de Palacios          | Susana Lozano                  | Farkasinszky Edit    |
| Román Palacios              | Raúl Magaña                    | Haás Vander Péter    |
| Valentino Palacios          | Khotan Fernández               | Epres Attila         |
| Salomé                      | Josefina Echánove              | Andai Györgyi        |
| Joana                       | Gabriela Tavela                | Csampisz Ildikó      |
| Almudena anyja              | Maritza Olivares               | Csere Ágnes          |
| Chonita                     | Leonorilda Ochoa               | Simon Mari           |
| Gonosz Bolha                | Guillermo Rivas «El Borras»    | Sörös Sándor         |
| Clemencia de Rivera Hill    | Mariagna Prats                 | Menszátor Magdolna   |
| Graciela                    | Kelchie Arizmendi              | Roatis Andrea        |
| Carmen Salinas              | Carmen Salinas                 | Sáfár Anikó          |

További magyar hangok: Bókai Mária, Csőre Gábor, Rátonyi Hajni, Koroknay Simon Eszter, Uri István

## Érdekességek
- Eduardo Verástegui és Aracely Arámbula már játszottak együtt a Sonadoras - Szerelmes álmodozók című sorozatban.
- Damian az egyik epizódban a Fecsegő tipegők című rajzfilmsorozatot nézi a televízióban, és láthatóan nagyon jól szórakozik rajta.

## Zenék
- Grupo Limite - Alma Rebelde
- Eduardo Antonio - Si me pudieras querer
- Aracely Arámbula - Mil Besos